# Tasizmus
A tasizmus vagy foltfestés az 1940-es évektől kibontakozó festészeti irányzat. 

## Története
Nevét M. Seuphortól kapta 1950-ben, ő használta először, a tache (folt, paca) után. Kialakítója a német Wols, az amerikai Jackson Pollock és Mark Tobey. Legjelentősebb francia képviselője Georges Mathieu, a kanadai Jean Paul Riopelle és Magyarországon pedig Hantai Simon.
Jackson Pollock kezdetben a szürrealizmushoz vonzódott, de fokozatosan száműzte a képein kísértő jelenségeket és az absztrakt stílusra tért át. Híres festménye a No.14, ami ilyen stílusban készült. Jackson Pollock a földre fektette vásznát, és a festéket egyszerűen rácsöpögtette, -fröcskölte vagy -öntötte, mely így meglepő konfigurációkat alkotott. Talán a kínai festőkről szóló történetek jártak eszében, akik annak idején alkalmaztak már ilyen módszereket, vagy az amerikai indiánok homokba rajzolt mágikus képeire gondolt. A színes festékszalagok és foltok színfolyamokat, áramlatokat alakítanak, amelyek nagy mélységi hatást keltenek.
A tasizmus a gesztusfestés közvetlen előfutára, szoros összefüggésben áll a kalligráfiával.